# Куенка (Еквадор)
Куенка (ісп. Cuenca) — третє за населенням місто Еквадору та столиця провінції Асуай. Місто розташоване в Еквадорських Андах (відомих тут як «Сьєрра») на висоті близько 2500 м над рівнем моря. Місто було засновано в 1557 році під назвою Santa Ana de los cuatro ríos de Cuenca на місці стародавнього міста Томебамба. Центр міста має багато історичних будівель колоніальної епохи та занесений ЮНЕСКО до списку об'єктів Світової спадщини.
Сучасне населення агломерації міста становить близько 400 тис. мешканців. Його економіка заснована на сільському господарстві та промисловості. Також місто має вісім університетів, найстаріший з яких, Університет Куенки, має близько 12 тис. студентів.

## Історія

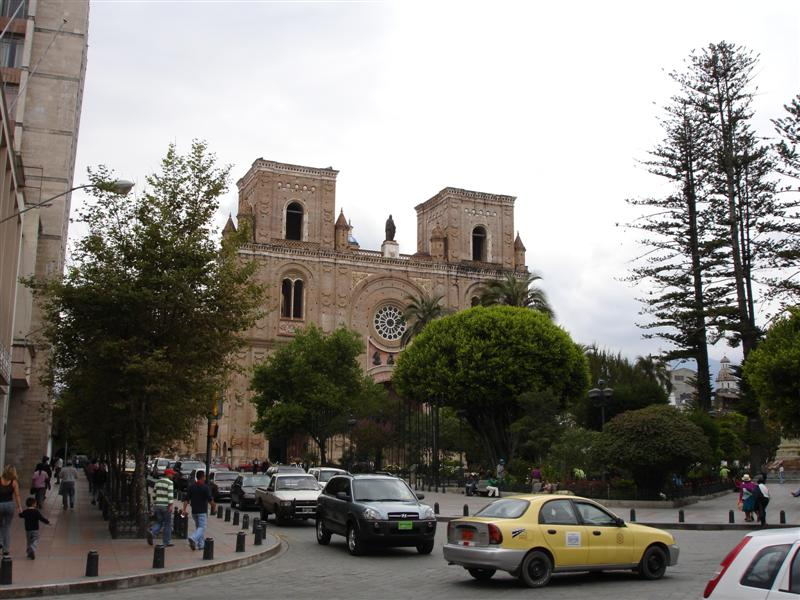
Собор Непорчного Зачаття

Історія міста почалася задовго до прибуття іспанців або навіть інків. Місто було засновано індіанцями каньярі під назвою Гуанподелег (що означає «земля, велика як небо») близько 500 року. Приблизно за 50 років до прибуття іспанців до Америки місто було завойоване інками, увійшло до складу Тауантінсую та було перейменоване на Томебамба. Інки значно перебудували місто, замінивши архітектуру на власну, проте не остаточно прігнічили національну свідомість народу каньярі. Місто стало одним з політичних центрів імперії, але було зруйновано Інкою Атауальпою за підтримку його суперника Уаскара у громадянській війні.
Місто залишалося малонаселеним до 1557 року, коли за наказом віце-короля Перу Андреса де Мендоса на його місці було засноване іспанське місто Куенка, після заснування іншого важливого міста південного Еквадору, Лохи в 1548 році. Населення місто швидко зростало протягом колоніального періоду, та досягло максимального в південному Еквадорі на час здобуття ним незалежності в 1820 році, коли воно стало столицею однієї з трьох провінцій нової республіки.

## Географія

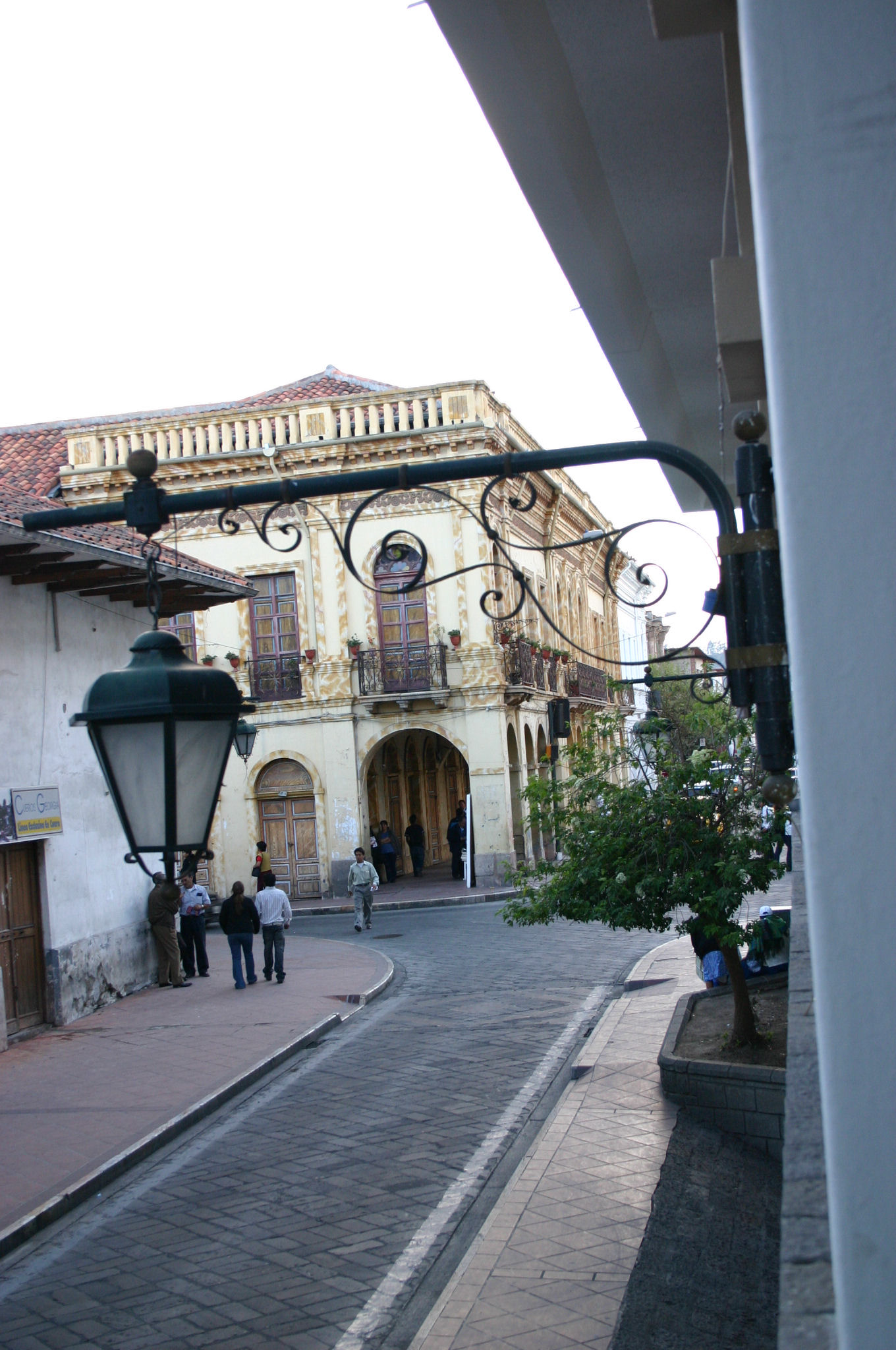
Одна з вулиць Куенки

Куенка є столицею провінції Асуай та розташована в Андах (які в Еквадорі називаються «Сьєрра») в регіоні Аустро (Austro), тобто в південній частині країни. Дорога до міста автомобілем займає близько 9 годин від Кіто та 4 години від Ґуаякіля. Місто розташоване на висоті близько 2350—2550 метрів над рівнем моря. Головна особливість рельєфу надає місту назву — чотири річки куенки (ісп. cuenca — «річковий басейн»). Ці річки — Томебамба, Юанкай, Таркі та Мачанґара. Перші три з них починаються в районах парамо на території Національного парку Кахас на захід від міста. Всі ці річки є частиною басейну річки Амазонка. Місто оточене горами зі всіх боків, із перевалами на заході, півдні та сході.
Як і клімат всіх Еквадорських Анд, клімат Куенки м'який протягом всього року. Дні зазвичай теплі, а ночі достатньо холодні, щоб було потрібно носити светр або куртку. Середня денна температура 14,6 градусів Цельсія. Рік поділяється на два голивних сезони, вологий та сухий. Сухий сезон зазвичай припадає на період від червня до грудні. Вологий сезон, що характеризується ясною погодою вранці та дощами наприкінці дня, триває з січня по травень. Найсильніші дощі випадають «узимку» з березня по травень.

## Туристичні райони
Більшість туристів відвідують історичний район міста між річкою Томебамба і вулицею Ґран-Коломбія на півночі, вул. Генерала Торреса на заході та вул. Ермано Міґеля на сході. Район невеликий та містить багато помітних пам'яток, що робить легким знаходження в ньому будь-якого місця. За межами вказаного району, проте, багато вулиць мають дуже схожий вигляд. Поруч з містом в окрузі Каньяр лежать руїни Томебамби, найбільші руїни в Еквадорі.
Найбільші свята у куенці проводяться під час «Месси Дітей» під час свята Прибуття Королів 6 січня та у річницю здобуття незалежності 3 листопада. Протягом свят організуються численні ходи, культурні події та танці.

## Транспорт
У травні 2020 року в місті відкрилася сучасна трамвайна лінія довжиною понад 10 км з 27 зупинками.